# Noblesse Oblige (Band)
 Noblesse Oblige ist eine zweiköpfige Band, die 2004 von dem deutschen Songwriter und Produzenten Sebastian Lee Philipp und der französischen Schauspielerin und Sängerin Valerie Renay in London gegründet wurde.

## Geschichte
Ihr Debütalbum Privilege Entails Responsibility (die englische Übersetzung des französischen Bandnamens, zu Deutsch: Adel verpflichtet) wurde 2006 auf dem englischen Label Horseglue Records veröffentlicht.
2008 folgte der Umzug nach Berlin und das zweite Album In Exile auf dem deutschen Label RepoRecords.
2010 erschien das dritte Album Malady auf RepoRecords.

## Auszeichnungen
Für das Album In Exile gewann die Band den Russischen Musikpreis Steppenwolf Music Award als „Best foreign band 2009“.
Neben Mia und Polarkreis 18 erhielten Noblesse Oblige 2008 die Künstlerförderung der „Initiative Musik“ der Bundesregierung für Kultur und Medien.

## Sonstiges
Valerie Renay ist neben ihrer Rolle in Noblesse Oblige auch als Film- und Theaterschauspielerin aktiv. Zuletzt war sie im Kinofilm L’amour toujours des holländischen Regisseurs Edwin Brienen zu sehen.
Sebastian Lee Philipp betreibt neben Noblesse Oblige noch die Musikprojekte Der Räuber und der Prinz sowie Die wilde Jagd.

## Diskografie

### Alben
- 2006: Privilege Entails Responsibility
- 2008: In Exile
- 2010: Malady
- 2013: Affair of the Heart

### Singles
- 2004: Bitch / Daddy Don’t Touch Me There (Doppel-A-Seite)
- 2005: Quel Genre de Garcon / Lil’ Dirty (Doppel-A-Seite)
- 2008: Tanz, Mephisto!